# 布雷南灣
74°28′S 116°35′W / 74.467°S 116.583°W
布雷南灣（英語：Brennan Inlet）是南極洲的內灣，位於瑪麗伯德地的巴庫蒂斯海岸，屬於蓋茨冰架的東南部，西面是斯科特半島和納恩島，東面是斯波爾丁半島，現時由南極條約體系管理。